# N-亚硝基哌啶
N-亚硝基哌啶是一种亚硝胺，化学式为C5H10N2O。它是易溶于水的黄色油状液体。它存在于香烟的烟雾中，也可能因为亚硝酸钠的使用存在于某些食物中。N-亚硝基哌啶可用于合成环氧树脂，也用于癌症研究。它是2B类致癌物。

## 制备
四氧化二氮与聚乙烯吡咯烷酮粘结，然后在二氯甲烷溶液中亚硝化哌啶，可以得到N-亚硝基哌啶。它也可通过哌啶在盐酸存在下与亚硝酸钠反应得到。

## 反应
N-亚硝基哌啶遇光，尤其是紫外光照下容易分解。它与强氧化剂（如过氧化氢）反应，生成N-硝基哌啶。